# 11月4日 (旧暦)
旧暦11月4日（きゅうれきじゅういちがつよっか）は、旧暦11月の4日目である。六曜は友引である。

## できごと
- 嘉永7年（グレゴリオ暦1854年12月23日） - 駿河湾を震源とするM8.4の嘉永大地震（安政東海地震）。死者1万人以上。東海道が断絶。伊豆下田に碇泊中のロシア艦ディアナ号が津波で大破した。
- 明治3年（グレゴリオ暦1870年12月25日） - 東京海軍所を海軍兵学寮、大坂兵学寮を陸軍兵学寮と改称。

## 誕生日
- 文禄元年（グレゴリオ暦1592年12月7日） - 隠元隆琦、明の禅僧・日本黄檗宗の開祖（+ 1673年）
- 文政8年（グレゴリオ暦1825年12月13日） - 有馬新七、尊攘派志士（+ 1862年）

## 忌日
- 応永5年（ユリウス暦1398年12月12日） - 足利氏満、武将
- 天正19年（グレゴリオ暦1591年12月19日） - 北条氏直、小田原城主（* 1562年）
- 慶長元年（グレゴリオ暦1596年12月23日） - 服部半蔵(正成)、武将・伊賀忍者の指導者（* 1542年）
- 宝暦6年（グレゴリオ暦1756年11月25日） - 座本2代目竹田出雲（親方出雲）、浄瑠璃作者・大坂竹本座座本（* 1691年）